# سیارک ۱۷۹۱۰
سیارک ۱۷۹۱۰ (به انگلیسی: 17910 Munyan، نامگذاری:1999FG37) هفده هزار و نهصد و دهمین سیارک کشف شده‌است که در ۲۰ مارس ۱۹۹۹ کشف شد.
قدر مطلق سیارک برابر ۱۷.۸ است.